# Unité urbaine de Sallanches
L'unité urbaine de Sallanches est une unité urbaine française centrée sur les communes de Passy et Sallanches, en Haute-Savoie et Savoie.

## Données générales
Selon les données de l'Insee établies sur le zonage effectué en 2010, l'unité urbaine de Sallanches regroupait 11 communes qui s'étendaient sur 373 km2.
Dans le nouveau zonage de 2020, le périmètre est de 12 communes. Il s'est élargi à la commune des Contamines-Montjoie.
En 2022, avec 44 954 habitants dans sa partie haut-savoyarde ( 1 288 habitants en Savoie), elle représente la 5e unité urbaine du département de la Haute-Savoie et occupe le 21e rang dans la région Auvergne-Rhône-Alpes.
En 2021, sa densité de population s'élève à 112 hab/km2. Par sa superficie, sa partie haut-savoyarde (375,7 km²) représente 8,56 % du territoire de la Haute-Savoie et, par sa population, elle regroupe 5,38 % de la population de ce département.

## Composition selon la délimitation de 2020
Elle est composée des 12 communes suivantes :
| Nom                       | Code Insee | Département  | Statut       | Superficie (km2) | Population (dernière pop. légale) | Densité (hab./km2) | Modifier                                    |
| ------------------------- | ---------- | ------------ | ------------ | ---------------- | --------------------------------- | ------------------ | ------------------------------------------- |
| Passy                     | 74208      | Haute-Savoie | ville-centre | 80,03            | 10 852 (2022)                     | 136                | modifier les données · modifier les données |
| Sallanches                | 74256      | Haute-Savoie | ville-centre | 65,87            | 17 041 (2022)                     | 259                | modifier les données · modifier les données |
| Flumet                    | 73114      | Savoie       | banlieue     | 17,15            | 798 (2022)                        | 47                 | modifier les données · modifier les données |
| Saint-Nicolas-la-Chapelle | 73262      | Savoie       | banlieue     | 23,63            | 490 (2022)                        | 21                 | modifier les données · modifier les données |
| Combloux                  | 74083      | Haute-Savoie | banlieue     | 17,27            | 2 094 (2022)                      | 121                | modifier les données · modifier les données |
| Les Contamines-Montjoie   | 74085      | Haute-Savoie | banlieue     | 43,55            | 1 083 (2022)                      | 25                 | modifier les données · modifier les données |
| Cordon                    | 74089      | Haute-Savoie | banlieue     | 22,35            | 984 (2022)                        | 44                 | modifier les données · modifier les données |
| Demi-Quartier             | 74099      | Haute-Savoie | banlieue     | 8,90             | 803 (2022)                        | 90                 | modifier les données · modifier les données |
| Domancy                   | 74103      | Haute-Savoie | banlieue     | 7,40             | 2 203 (2022)                      | 298                | modifier les données · modifier les données |
| Megève                    | 74173      | Haute-Savoie | banlieue     | 44,11            | 2 927 (2022)                      | 66                 | modifier les données · modifier les données |
| Praz-sur-Arly             | 74215      | Haute-Savoie | banlieue     | 22,64            | 1 289 (2022)                      | 57                 | modifier les données · modifier les données |
| Saint-Gervais-les-Bains   | 74236      | Haute-Savoie | banlieue     | 63,63            | 5 678 (2022)                      | 89                 | modifier les données · modifier les données |

## Démographie
| 1968   | 1975   | 1982   | 1990   | 1999   | 2010   | 2015   | 2021   |
| ------ | ------ | ------ | ------ | ------ | ------ | ------ | ------ |
| 31 479 | 33 487 | 35 941 | 39 843 | 43 265 | 46 081 | 45 477 | 46 588 |